# 伯德艾蘭 (明尼蘇達州)
伯德艾蘭（英語：Bird Island）是一個位於美國明尼蘇達州倫維爾縣的城市。

## 歷史
伯德艾蘭於1878年成立，1881年升格為城市，得名自當地一個已消失的鳥類保護區。伯德艾蘭的郵局自1878年起營運至今。

## 人口
根據2020年美國人口普查的數據，伯德艾蘭的面積為3.95平方千米，皆為陸地。當地共有人口1005人，而人口密度為每平方千米254人。